# Најбољи спортиста Републике Српске
Најбољи спортиста Републике Српске је титула која се једном годишње у организацији Гласа Српске додјељује најистакнутијим спортистима из Републике Српске. На крају године Глас Српске врши избор 10 најистакнутијих спортиста који су обиљежили протеклу годину, као и једног спортисту кога бирају читаоци Гласа Српске.

## Историја
Избор најбољег спортисте Републике Српске је започет 1992. године, када је први пут проглашено 10 најбољих спортиста.

## Најбољи спортиста Републике Српске

### 2011.
Избор за најбољег спортисту Републике Српске 2011. је одржан 21. децембра 2011. у Бањој Луци. Председник жирија за избор 2011. је фудбалер Младен Крстајић. Председник организационог одбора је председник Владе Републике Српске Александар Џомбић, а потпредседник одбојкаш Владимир Грбић. Најбољи спортисти 2011. су:
- 1. мјесто: Младен Плоскић (каратиста) уједно и изабраник читалаца Гласа Српске
- 2. мјесто: Драгана Кнежевић (рукометашица)
- 3. мјесто: Александра Видовић (одбојкашица)
- 4. мјесто: Горана Цвијетић (атлетичарка)
- 5. мјесто: Срђан Граховац (фудбалер)
- 6. мјесто: Велибор Видић (боксер)
- 7. мјесто: Никица Атлагић (бициклиста)
- 8. мјесто: Борис Миљевић (аутомобилиста)
- 9. мјесто: Ивана Ниновић (пливачица)
- 10. мјесто: Милица Даура (кошаркашица)
- Амбасадори спорта Републике Српске 2011: Данијел Шарић (рукометаш), Саша Старовић (одбојкаш) и Бранко Граховац (фудбалер)
- Најбољи спортски новинар „Златно перо-Лимун Папић“ 2011: Немања Бабић (спортски новинар РТРС)
- Најбоља спортска манифестација 2011: Европски шампионат у кајаку и кануу на дивљим водама у Бањој Луци 2011.
- Плакета за изузетан спортски подухват 2011: Николина Јовић (тенисерка)
- Плакета за дугогодишњи допринос развоју спорта: Никола Лакић
- Плакета за изузетне резултате у спорту особа са инвалидитетотом 2011: Миодраг Бајић
- Повеља за изузетан спортски подухват године: Јовица Радановић
- Плакета за допринос развоју специјалних паралелних веза између Српске и Србије: Новак Грбић

За најперспективније спортисте 2011. су изабрани: Ведрана Новић (у категорији лица са инвалидитетом, атлетичарка), Саша Секулић (кик-бокрес), Славиша Вукајловић (фудбалер), Катарина Јокић (тенисерка), Немања Мајдов (џудиста), Сандро Полетан (боксер), Бранка Врањеш (пливачица), Сања Милојица (стони тенис), Сара Јачимовић (шахисткиња), Миленко Предић (кошаркаш) и Ана Гајић (одбојкашица).

### Досадашњи
Досадашњи најбољи спортисти Републике Српске су:
- Ивана Нинковић (каратиста) 2012.
- Младен Плоскић (каратиста) 2011.
- Драгица Драпић (каратисткиња) 2010.
- Немања Билбија (фудбалер) 2009.
- Митар Мрдић (џудиста) 2008.
- Дијана Васић (одбојкашица) 2007.
- Лусија Кимани (атлатичарка) 2006.
- Горан Пашић (кајакаш) 2005.
- Ђорђе Паштар (куглаш) 2004.
- Драженко Нинић (кик-боксер) 2003.
- Драженко Нинић (кик-боксер) 2002.
- Борис Јеличић (каратиста) 2001.
- Синиша Гатарић (каратиста) 1997.
- Зоран Кукић (кошаркаш) 1998.
- Слађана Голић (кошаркашица) 1999.
- Далибор Благојевић (каратиста) 2000.
- Милош Плећаш (кик-боксер) 1996.
- Вања Мандић (самбисткиња) 1995.
- Драгиша Вулетић (каратиста) 1994.
- Санда Вуковић (кошаркашица) 1993.
- Мирољуб Кременовић (каратиста) 1992.